# Iahu
Iahu – „erhabene Taube“ – ist in der sumerischen Mythologie ein Name für die Große Göttin.